# Orkanen Allen
Orkanen Allen var en tropisk cyklon som drabbade Västindien och amerikanska delstaten Texas år 1980. Allen är en av de kraftigaste tropiska cykloner/orkaner som någonsin registrerats på västra halvklotet.
Allen bildades 31 juli 1980 ute på Atlanten sydväst om Kap Verde öarna. Under första veckan i augusti rörde sig ovädret in över Karibiska havet och intensifierades allt mer. Ovädret nådde kategori 5 status (värsta tänkbara) hela 3 gånger. Som lägst uppmättes ett lufttryck på bara 899 millibar. Endast fyra tropiska cykloner i Atlanten/Karibiska havet har haft lägre lufttryck än så, nämligen Orkanen Wilma, 882 millibar, Orkanen Gilbert, 888 millibar, Labour day hurricane, 892 millibar och Orkanen Rita 895 millibar.  Som mest uppmättes varaktiga vindar/medelvindhastighet på hela 85 m/s, 306 km/h. Ingen orkan på västra halvklotet har haft högre vindhastighet och som jämförelse nådde vinterstormen i Sydsverige i januari 2005 inte ens orkanstyrka (33 m/s) i medelvind.
Allen dödade ca 250 människor, trots att orkanens centrum inte träffade land förrän den nådde Texas kust, nära mexikanska gränsen den 9 augusti. Då hade torr luft över Mexikanska golfen gjort att den mattats till en kategori 3 orkan. Antalet döda i USA var 24.